# Stethynium hinnuleus
Stethynium hinnuleus är en stekelart som beskrevs av Girault 1938. Stethynium hinnuleus ingår i släktet Stethynium och familjen dvärgsteklar. Inga underarter finns listade i Catalogue of Life.